# Електроенергетика Грузії
Електроенергетика — базова галузь економіки Грузії. У 2016 році виробництво електроенергії в Грузії склало 11,6 ТВт·год, а споживання — 11,5 ТВт·год. 81 % виробництва електроенергії здійснюється на численних гідроелектростанціях, всю решту забезпечують теплові електростанції. Гідроенергетиці в Грузії сприяють гори Кавказу.
| Прапор Грузії | Це незавершена стаття про Грузію. Ви можете допомогти проєкту, виправивши або дописавши її. |